# Anučino
Anučino (in russo Анучино?) è un villaggio dell'Estremo Oriente russo (Territorio del Litorale). È il centro amministrativo del distretto Anučinskij.
Situato sui contrafforti dei monti Sichotė-Alin', sulla riva sinistra del fiume Arsen'evka. La distanza su strada da Vladivostok è di 207 km, dalla città più vicina, Arsen'ev, è di 28 km.